# Simona Rinieri
Simona Rinieri (Ravenna, 1º settembre 1977) è un'ex pallavolista italiana.
Giocava nel ruolo di schiacciatrice.

## Carriera
La carriera di Simona Rinieri inizia nel 1991, quando da giovanissima entra a far parte dell'Olimpia Ravenna, giocando con la squadra minore in serie C; nel 1993 ottiene la promozione in serie B1. Nella stagione 1995-96 passa in prima squadra in serie A1. La stagione seguente è sempre a Ravenna ma disputa il campionato di serie A2 a seguito della retrocessione della squadra: lo stesso anno però il club vince il campionato e ritorna nella massima serie. Nel 1997 viene convocata per la prima volta in nazionale nel corso di un torneo amichevole disputato a Brema.
Nel 1998 entra a far parte del Club Italia, disputando il campionato di serie B1. Nel 1999 con la nazionale ottiene la sua prima medaglia, ossia un bronzo al campionato europeo.
Nella stagione 1999-00 viene ingaggiata dal Volley Bergamo dove resta per due stagioni, vincendo una Supercoppa italiana ed una Coppa dei Campioni. Nell'estate del 2000 partecipa alle Olimpiadi di Sydney: è la prima volta che l'Italia si qualifica per questa manifestazione, chiudendo al nono posto. Nel 2001 invece vince la medaglia d'argento al campionato europeo: in questo caso si tratta della prima finale raggiunta dalle azzurre in questa competizione.
Nella stagione 2001-02 ritorna a Ravenna, mentre con la nazionale vince il campionato mondiale 2002. L'annata successiva è nell'Icot Volley Forlì: sono questi anni durante i quali a livello di club la giocatrice vince poco.
Nel 2003 lascia l'Italia per trasferirsi in Francia, nel Racing Club de Cannes, in Pro A: con il club provenzale vince campionato e Coppa di Francia.
Nella stagione 2004-05 ritorna in Italia, ingaggiata dalla Robursport Volley Pesaro dove resta per due anni, vincendo la Coppa CEV. Con la nazionale, della quale aveva assunto i titoli di capitano dopo l'addio di Manuela Leggeri, vince il bronzo al World Grand Prix ed ottiene un quarto posto al campionato mondiale.
Dalla stagione 2006-07 comincia un lungo sodalizio con la Giannino Pieralisi Jesi, che dura per quattro stagioni: le vittorie però sono poche e l'unico risultato di rilievo è la vittoria dalla Challenge Cup 2008-09, venendo anche eletta MVP. Nell'estate 2009, dopo aver disputato un ottimo campionato, risultando la migliore realizzatrice, viene convocata nuovamente in nazionale, vincendo una medaglia d'oro ai Giochi del Mediterraneo.
Nel 2010, dopo che Jesi ha ceduto i diritti per disputare il campionato viene ingaggiata dalla squadra polacca del Trefl Piłka Siatkowa di Sopot, neopromossa in PlusLiga, ma nel mese di febbraio 2011 torna nel campionato italiano, vestendo la maglia della Pallavolo Sirio Perugia. La stagione successiva viene ingaggiata dalla Universal Volley Femminile Modena, tuttavia a metà annata, a seguito del fallimento della società, passa al Beng Rovigo Volley, in Serie B1.
Lascia poi nuovamente l'Italia per andare a giocare nella serie cadetta russa col Volejbol'nyj klub Leningradka.

## Palmarès

### Club
- Campionato francese: 1

2003-04
- Coppa di Francia: 1

2003-04
- Supercoppa italiana: 1

1999
- Coppa dei Campioni: 1

1999-00
- Coppa CEV/Challenge Cup: 2

2005-06, 2008-09

### Nazionale (competizioni minori)
- Trofeo Valle d'Aosta 2004
- Trofeo Valle d'Aosta 2006
- Giochi del Mediterraneo 2009

### Premi individuali
- 2006 - Coppa CEV: MVP
- 2006 - Coppa CEV: Miglior ricevitrice
- 2009 - Challenge Cup: MVP